# DeAnna Price
DeAnna Marie Price (St. Charles, 8 de junio de 1993) es una deportista estadounidense que compite en atletismo, especialista en la prueba de lanzamiento de martillo.
Ganó dos medallas en el Campeonato Mundial de Atletismo, en los años 2019 y 2023, y una medalla de oro en los Juegos Panamericanos de 2023. Participó en dos Juegos Olímpicos de Verano, en Río de Janeiro 2016 y Tokio 2020, ocupando en ambas ocasiones el octavo lugar en su especialidad.

## Palmarés internacional
| Campeonato Mundial   | Campeonato Mundial | Campeonato Mundial | Campeonato Mundial |
| Año                  | Lugar              | Medalla            | Prueba             |
| -------------------- | ------------------ | ------------------ | ------------------ |
| 2019                 | Doha (Catar)       | Medalla de oro     | Martillo           |
| 2023                 | Budapest (Hungría) | Medalla de bronce  | Martillo           |
| Juegos Panamericanos |                    |                    |                    |
| Año                  | Lugar              | Medalla            | Prueba             |
| 2023                 | Santiago (Chile)   | Medalla de oro     | Martillo           |